# KKCG

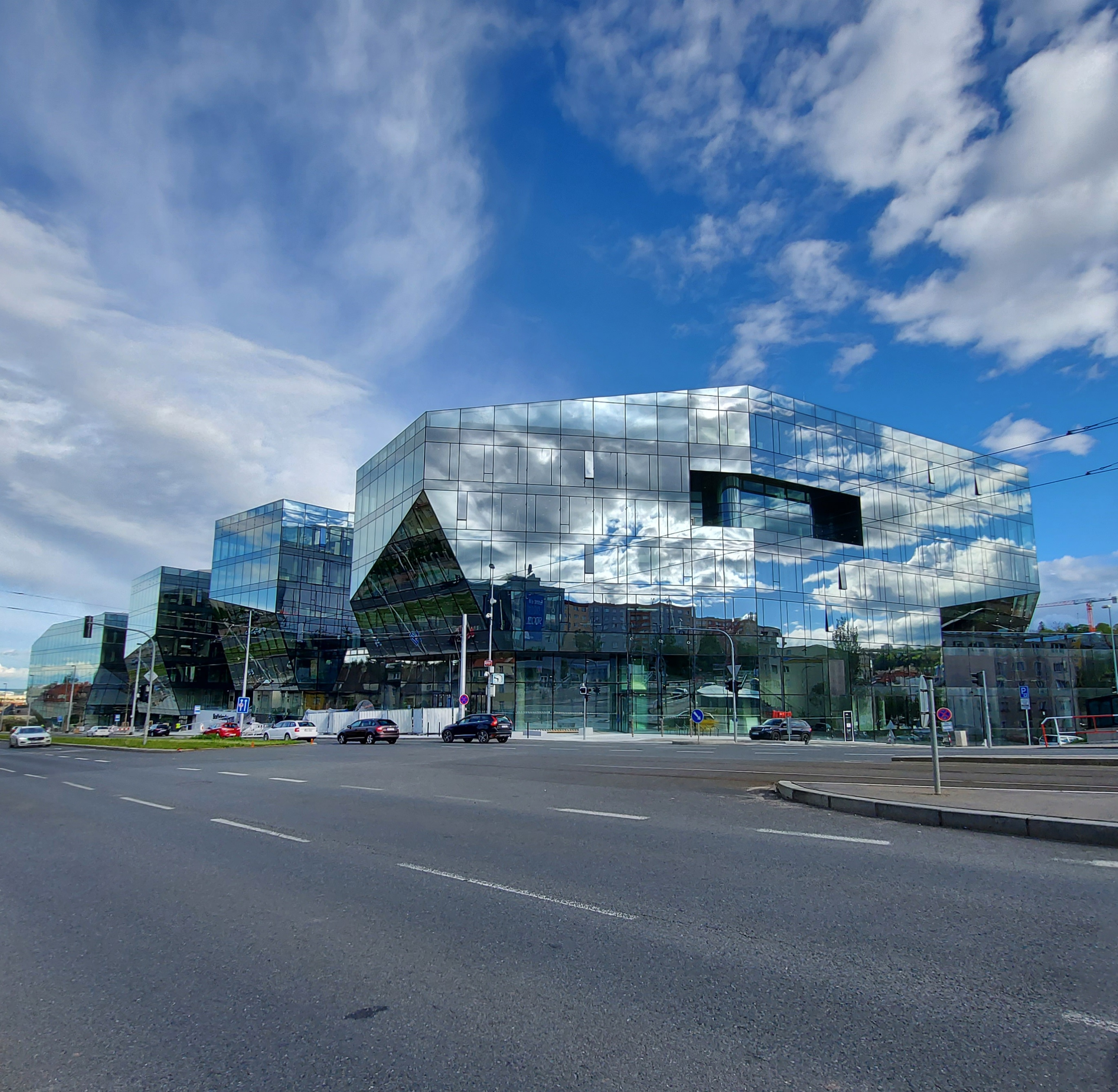
Firmengebäude in Prag

KKCG ist eine international tätige Investmentgesellschaft mit Hauptsitz in Luzern. KKCG wurde 1995 von Karel Komárek gegründet und ist mit über 9000 Angestellten in mehr als 33 Ländern aktiv. KKCGs Geschäftsfelder umfassen den Energiesektor, das Lotteriewesen, die Informationstechnologie und die Immobilienwirtschaft. Zu den Tochterfirmen gehören unter anderem Allwyn, MND Group, US Methanol, Aricoma-Gruppe und der Springtide Ventures Capital Fund. Der Wert des Unternehmens KKCG beträgt 2022 über neun Milliarden Euro.

## Konzernstruktur
KKCG ist in die vier Bereiche Lotterie, Energie, Informationstechnologie und Immobilien unterteilt.

### Lotterie
Die Lotteriesparte von KKCG firmiert unter dem Namen Allwyn. Die Allwyn-Gruppe bietet über seine Gesellschaften Lotterien in Österreich, Griechenland, Zypern, Tschechien und Italien an. Die bis Dezember 2021 unter dem Markennamen Sazka auftretende Gesellschaft wurde 1956 gegründet und ist die größte Lotteriegesellschaft Tschechiens mit einem Marktanteil von mehr als 93 Prozent. Im dritten Quartal 2022 konnte Allwyn ein Betriebsergebnis (EBITDA) von 7,7 Mrd. CZK (314,5 Mio. EUR) erzielen.
KKCG hielt ab 2011 einen Mehrheitsanteil am vormals staatlichen Unternehmen, der für 140 Mio. EUR erworben wurde. Anfang 2019 hielt KKCG 75 % der Anteile. Im Mai 2019 übernahm KKCG für 16,2 Mrd. CZK (630 Mio. EUR) die verbliebenen 25 % der Anteile am Unternehmen sowie die Anteile an der Lottoitalia, an der Casinos Austria AG und an der OPAP von Emma Capital.

OPAP

OPAP ist der ehemals staatliche Lotto- und Sportwettenanbieter Griechenlands und wurde 1958 gegründet. 2013 wurden 33 % der vom griechischen Staat gehaltenen OPAP-Aktien für insgesamt 652 Millionen Euro an das tschechisch-griechische Konsortium Emma Capital veräußert, dessen Anteile seit 2019 zur KKCG gehören. KKCG war im Februar 2022 mit 48,1 % an OPAP beteiligt, durch weitere Käufe wurden die Anteile auf 48,23 % erhöht; damit hat KKCG bei OPAP die Managementkontrolle. Der Gesamtwert der Anteile beträgt knapp 60 Mrd. CZK.
Seit Juni 2020 ist die Allwyn-Gruppe mit insgesamt 55 Prozent der Aktien größter Aktionär der Casinos Austria AG. Der Anteil wurde im Folgejahr auf 59,7 % erhöht.
Anfang 2022 kündigte Allwyn an, eine Fusion mit Cohn Robbins Holdings (CRHC) eingehen zu wollen und einen Börsengang an der New Yorker Börse anzustreben. Das Vorhaben wurde aufgrund einer anhaltenden und zunehmenden Volatilität des Marktes nicht umgesetzt. Ebenfalls 2022 erwarb Allwyn die Rechte für die Durchführung der staatlichen Lotterie Großbritanniens, die Lizenz wurde im September 2022 erteilt. Die Übergabe der Lotterie an Allwyn soll im Februar 2024 erfolgen.
Im Dezember 2022 berichtete die tschechische Wirtschaftszeitung Hospodářské noviny, dass die Allwyn-Gruppe durch den Kauf der Camelot Illinois eine Lotterielizenz für den US-Bundesstaat Illinois erworben habe.

### Energiesektor

#### MND Group
Im Energiesektor ist KKCG primär durch die MND Group vertreten. Die MND Group mit Hauptsitz in Hodonín ist eines der größten Energieunternehmen Tschechiens. Zu den Tochtergesellschaften gehören als höchste Konsolidierungsebene die MND a.s., das Bohrunternehmen MND Drilling & Services a.s., die Gasspeicheranbieter MND Energy Storage a.s. und Moravia Gas Storage a.s., die ORIV Holding a.s., die ukrainische Tochter MND Ukraine a.s. und der Energieversorger MND Energie a.s., der seit 2014 in Tschechien Erdgas direkt an private Haushalte und Kleinkunden verkauft und auf dem Strommarkt aktiv ist.

#### US Methanol
2016 kündigte KKCG an, in die Methanolproduktion einsteigen zu wollen. Die US Methanol LLC wurde im April 2016 in das Handelsregister von Charleston, West Virginia eingetragen. Die Tagesproduktion wurde mit 450 bis 500 Tonnen Methanol geplant, in die Produktionsanlagen wurden rund 3,8 Mrd. CZK investiert. Wie das Handelsblatt berichtete, wurde die Produktionsanlage Ende April 2023 in Betrieb genommen.

### Informationstechnologie

#### Aricoma-Gruppe
Die Aricoma-Gruppe ist ein IT-Konzern, unter dessen Dach verschiedene IT-Unternehmen angesiedelt sind. Das Unternehmen mit einem Jahresumsatz von 400 Mio. EUR (2021) und einem EBITDA-Gewinn von 39 Mio. EUR (2021) wird vollständig von der KKCG kontrolliert. Größtes Unternehmen der Aricoma-Gruppe ist das IT-Serivce-Unternehmen AutoCont. Zu den weiteren Aricoma-Unternehmen gehören Cleverlance, AEC, Internet Projekt, Komix, Clearcode, CESEA, Seavus, Musala Soft, Sabris Consulting und Stratiteq.
Das IT-Service-Unternehmen AutoCont bedient den tschechischen und slowakischen Markt; es wurde 1990 gegründet. Anfang 2021 wurden die 2010 gegründete Cloud4com und der Rechenzentrumsdienstleister DataSpring auf AutoCont verschmolzen. Das Unternehmen beschäftigt über 800 Mitarbeiter (Stand 2021). Ende November 2022 erwarb AutoCont die IT-Sparte von der schwedischen Axiell. Ende Juni 2023 gab die Aricoma-Gruppe bekannt, dass sie von nun an unter zwei Hauptmarken operieren wird: Aricoma und Qinshift. Alle Unternehmen, die sich auf die Entwicklung kundenspezifischer Software konzentrieren, werden unter der Marke Qinshift operieren, während der Rest der Gruppe in Aricoma umbenannt wird.

#### Springtide Ventures
Der Investment Fund Springtide Ventures wurde 2014 initiiert und unterstützt IT-Startup-Unternehmen aus Tschechien und Israel, die im Bereich der Informationssicherheit aktiv sind, in ihrer Gründungs- und Finanzierungsphase.

#### Jazz Venture Partners
KKCG ist an Jazz Venture Partners beteiligt, einem amerikanischen Wagniskapitalgeber, der in Human Performance Technology investiert.

### Immobilien
Der Immobilien-Bereich ist durch die KKCG Real Estate Group vertreten. Das Unternehmen hat seinen Sitz in Prag und wurde 2012 zum Zweck der effizienten Verwaltung von Immobilienprojekten gegründet. Die Aufgaben sind die Suche nach geeigneten Investitionsmöglichkeiten im Immobiliensektor, Beratungsleistungen für den Mutterkonzern KKCG SE und das Umsetzen von Immobilienprojekten mit hohem Wachstumspotenzial für KKCG Investments. Im Juni 2021 stellte KKCG den Geschäftskomplex Bořislavka fertig, in dem eine Geschäftspassage und Büros angesiedelt sind. Das Unternehmen bezog dort eigene Geschäftsräume. Im Februar 2022 verkaufte KKCG den Geschäftskomplex an den Fonds Nemovitostní fond České spořitelny (ČSNF).